# Coupe Memorial 1978
Navigation
Édition précédente Édition suivante
L'édition 1978 de la Coupe Memorial est présentée du 6 au 13 mai 1978 à Sudbury et Sault Ste. Marie en Ontario. Gérée par l'Association canadienne de hockey amateur, elle regroupe les meilleures équipes de niveau junior à travers les ligues basée au Canada.

## Équipes participantes
- Les Draveurs de Trois-Rivières représentent la Ligue de hockey junior majeur du Québec.
- Les Petes de Peterborough représentent la Ligue de hockey junior majeur de l'Ontario.
- Les Bruins de New Westminster représentent la Ligue de hockey de l'ouest du Canada.

## Classement du tournoi préliminaire
| Équipe                     | PJ | V | D | BP | BC | Pts |
| -------------------------- | -- | - | - | -- | -- | --- |
| Petes de Peterborough      | 4  | 3 | 1 | 17 | 10 | 6   |
| Bruins de New Westminster  | 4  | 2 | 2 | 17 | 18 | 4   |
| Draveurs de Trois-Rivières | 4  | 1 | 3 | 12 | 18 | 2   |

## Résultats

### Résultats du tournoi à la ronde
| Date        | Vainqueur                  | Résultat | Perdant                    |
| ----------- | -------------------------- | -------- | -------------------------- |
| 6 mai 1978  | Draveurs de Trois-Rivières | 5-2      | Petes de Peterborough      |
| 7 mai 1978  | Petes de Peterborough      | 7-2      | Bruins de New Westminster  |
| 8 mai 1978  | Bruins de New Westminster  | 6-4      | Draveurs de Trois-Rivières |
| 9 mai 1978  | Petes de Peterborough      | 4-0      | Draveurs de Trois-Rivières |
| 10 mai 1978 | Petes de Peterborough      | 4-3 (P)  | Bruins de New Westminster  |
| 11 mai 1978 | Bruins de New Westminster  | 6-3      | Draveurs de Trois-Rivières |

### Finale
| Date        | Vainqueur                 | Résultat | Perdant                    |
| ----------- | ------------------------- | -------- | -------------------------- |
| 13 mai 1978 | Bruins de New Westminster | 7-4      | Draveurs de Trois-Rivières |

## Effectifs
Voici la liste des joueurs des Bruins de New Westminster, équipe championne du tournoi 1978 :
- Entraîneur : Ernie McLean
- Gardiens : Rick Martens, Tom Semenchuk et Carey Walker.
- Défenseurs :  Boris Fistric, Bruce Howes, Larry Melnyk, Rick Slawson, Brian Young.
- Attaquants : Ken Berry, Doug Derkson, Jim Dobson, Bill Hobbins, Randy Irving, John-Paul Kelly, Terry Kirkham, Scott McLeod, Neil Meadmore, John Ogrodnick, Dave Orleski, Kent Reardon, Stan Smyl, Carl Van Harrewyn,

## Honneurs individuels
- Trophée Stafford-Smythe (MVP) : Stan Smyl (Bruins de New Westminster)
- Trophée George-Parsons (meilleur esprit sportif) : Mark Kirton (Petes de Peterborough)
- Trophée Hap-Emms (meilleur gardien) : Ken Ellacott (Petes de Peterborough)

Équipe d'étoiles :
- Gardien : Ken Ellacott (Petes de Peterborough)
- Défense : Paul MacKinnon (Petes de Peterborough); Brian Young (Bruins de New Westminster)
- Centre : Mark Kirton (Petes de Peterborough)
- Ailier gauche : Normand Lefebvre (Draveurs de Trois-Rivières)
- Ailier droit : Stan Smyl (Bruins de New Westminster)